# La Banda
La Banda – miasto w Argentynie, w prowincji Santiago del Estero, stolica departamentu La Banda. Według danych szacunkowych na rok 2005 miejscowość liczy 105 401 mieszkańców..